# IW Большой Медведицы
IW Большой Медведицы (лат. IW Ursae Majoris) — двойная затменная переменная звезда типа Алголя (EA) в созвездии Большой Медведицы на расстоянии приблизительно 2335 световых лет (около 716 парсеков) от Солнца. Видимая звёздная величина звезды — от +12,4m до +11,9m.